# Danilo Donati
Danilo Donati (Luzzara, 6 aprile 1926 – Roma, 2 dicembre 2001) è stato uno scenografo, costumista e scrittore italiano.

## Biografia
Nato nel 1926 a Luzzara, in provincia di Reggio nell'Emilia, mostrò fin dall'infanzia propensione per le arti figurative, unita a quella per la letteratura. Iscrittosi alla Scuola d'Arte di Porta Romana a Firenze, riuscì a evitare, grazie alla famiglia, il servizio militare. Nell'immediato dopoguerra diventò allievo del pittore Ottone Rosai, ma venne richiamato a Luzzara e chiamato alle armi.
Nel 1953 perse la madre ed entrò in un periodo di sconforto e crisi depressive che durò per circa due anni, al termine del quale iniziò a collaborare con Luchino Visconti, allora impegnato a teatro; occupazione che però non lo soddisfaceva appieno.
Nel 1959 ebbe l'occasione di emergere: dopo aver curato i costumi della trasmissione televisiva Il Mattatore, Mario Monicelli gli affidò la progettazione dei costumi de La grande guerra. Da allora, la sua carriera fu in continua ascesa: il 1962 segnò l'inizio del sodalizio con Pier Paolo Pasolini, per il quale creò i costumi di numerosi film, che vennero poi tutti realizzati dal sarto Piero Farani.
Contemporaneamente, collaborava con Mauro Bolognini e, soprattutto, con l'amico Franco Zeffirelli: e proprio grazie a Zeffirelli e ai costumi rinascimentali realizzati per Romeo e Giulietta, nel 1969 vinse il primo dei suoi due premi Oscar. Il secondo arrivò nel 1977 grazie a Il Casanova di Federico Fellini, per il quale ricreò un Settecento opulento e quantomai fantasioso.
Si cimentò anche con la scenografia in molti film, tra i quali Chi lavora è perduto (In capo al mondo) dell'esordiente Tinto Brass, Per grazia ricevuta di Nino Manfredi, Francesco di Liliana Cavani e Marianna Ucrìa di Roberto Faenza. Donati lavorò anche per il cinema statunitense realizzando i costumi per Flash Gordon (1980) di Mike Hodges e per Yado (1985) di Richard Fleischer. Per il film Ginger e Fred (1986) di Fellini, fu affiancato dall'aiutante - costumista Antonio Squicciarini. 
Uomo schivo e poliedrico, si rivelò anche un discreto scrittore con il romanzo (in parte autobiografico) Coprifuoco, edito da Newton & Compton, finalista al Premio Strega 2001, nel quale descrisse l'ambiente fiorentino degli anni quaranta e i giorni che precedettero la liberazione della città da parte delle truppe alleate.
Nel 1994 iniziò a lavorare per Roberto Benigni; proprio il film di Benigni Pinocchio fu il suo ultimo lavoro, con il quale si aggiudicò per le migliori scenografie e i migliori costumi il premio postumo David di Donatello.
Donati morì a Roma il 2 dicembre 2001.

## Filmografia

### Cinema
- La grande guerra, regia di Mario Monicelli (1959)
- Il carro armato dell'8 settembre, regia di Gianni Puccini (1960)
- Adua e le compagne, regia di Antonio Pietrangeli (1960)
- Vanina Vanini, regia di Roberto Rossellini (1961)
- La cuccagna, regia di Luciano Salce (1962)
- La steppa, regia di Alberto Lattuada (1962)
- Scanzonatissimo, regia di Dino Verde (1963)
- Il comandante, regia di Paolo Heusch (1963)
- La bella di Lodi, regia di Mario Missiroli (1963)
- Ro.Go.Pa.G., regia di Jean-Luc Godard, Ugo Gregoretti, Pier Paolo Pasolini e Roberto Rossellini (1963)
- Chi lavora è perduto (In capo al mondo), regia di Tinto Brass (1963)
- Il Vangelo secondo Matteo, regia di Pier Paolo Pasolini (1964)
- Sette a Tebe, regia di Roy Ferguson (1964)
- La mandragola, regia di Alberto Lattuada (1965)
- Scaramouche - miniserie TV (1965)
- Uccellacci e uccellini, regia di Pier Paolo Pasolini (1966)
- El Greco, regia di Luciano Salce (1966)
- Madamigella di Maupin, regia di Mauro Bolognini (1966)
- La bisbetica domata, regia di Franco Zeffirelli (1967)
- La cintura di castità, regia di Pasquale Festa Campanile (1967)
- Edipo Re, regia di Pier Paolo Pasolini (1967)
- Romeo e Giulietta, regia di Franco Zeffirelli (1968)
- L'amante di Gramigna, regia di Carlo Lizzani (1969)
- La monaca di Monza, regia di Eriprando Visconti (1969)
- Porcile, regia di Pier Paolo Pasolini (1969)
- Fellini Satyricon, regia di Federico Fellini (1969)
- Per grazia ricevuta, regia di Nino Manfredi (1971)
- Il Decameron, regia di Pier Paolo Pasolini (1971)
- Fratello sole, sorella luna, regia di Franco Zeffirelli (1972)
- Roma, regia di Federico Fellini (1972)
- I racconti di Canterbury, regia di Pier Paolo Pasolini (1972)
- Amarcord, regia di Federico Fellini (1973)
- Il fiore delle Mille e una notte, regia di Pier Paolo Pasolini (1974)
- Salò o le 120 giornate di Sodoma, regia di Pier Paolo Pasolini (1975)
- Il Casanova di Federico Fellini, regia di Federico Fellini (1976)
- Gran bollito, regia di Mauro Bolognini (1977)
- Uragano (Hurricane), regia di Jan Troell (1979)
- Caligola, regia di Tinto Brass (1979)
- Flash Gordon, regia di Mike Hodges (1980)
- Yado (Red Sonja), regia di Richard Fleischer (1985)
- Ginger e Fred, regia di Federico Fellini (1986)
- Momo, regia di Johannes Schaaf (1986)
- Intervista, regia di Federico Fellini (1987)
- Francesco, regia di Liliana Cavani (1989)
- C'è Kim Novak al telefono, regia di Enrico Roseo (1993)
- Il mostro, regia di Roberto Benigni (1994)
- I magi randagi, regia di Sergio Citti (1996)
- La vita è bella, regia di Roberto Benigni (1997)
- Pinocchio, regia di Roberto Benigni (2002) - postumo

### Televisione
- Nostromo (Joseph Conrad's Nostromo), regia di Alastair Reid – miniserie TV (1996)

## Archivio
Alcuni costumi realizzati da Danilo Donati sono conservati da Neri costumi teatrali - NCT, srl, e comprende quindici costumi da cardinale e tredici metri lineari di altri costumi; altri, come quelli di Fratello sole, sorella luna (per il quale vinse un Oscar), si trovano alla Fondazione Cerratelli, vicino a Pisa.

## Premi e riconoscimenti
- David di Donatello
  - 1986 - Migliori costumi per Ginger e Fred
  - 1989 - Candidatura ai migliori costumi per Francesco
  - 1997 - Migliori costumi per Marianna Ucria
  - 1998 - Migliori costumi per La vita è bella
  - 2002 - Migliori costumi per Pinocchio
- Ciak d'oro
  - 1986 - Migliori costumi per Ginger e Fred[3]
  - 1989 - Migliore scenografia per Francesco[3]
  - 2003 - Migliori costumi per Pinocchio[4] (postumo)